# Granitoid kudowski
Granitoid kudowski – skała magmowa lub metamorficzna o wyglądzie granitu.
Buduje masyw kudowski. Występuje w rejonie Kudowy, tworząc południowo-zachodnią część Gór Stołowych oraz fragmenty Pogórza Orlickiego.
Skład mineralny odpowiada granitom monzonitowym, granodiorytom lub tonalitom. Struktura jest średnioziarnista, często nierównoziarnista, czasami porfirowa, tekstura bezkierunkowa, słabo ukierunkowana lub kierunkowa, barwa czerwona, czerwono-szara, ciemnoszara.
Skład mineralny: kwaśny plagioklaz, mikroklin (często mikropertyt mikroklinowy), kwarc, biotyt, w niektórych odmianach chloryt, sporadycznie amfibol, muskowit, ponadto epidot, klinozoisyt, allanit, tytanit, bezbarwny granat, cyrkon, apatyt, czasami węglany (głównie kalcyt), niekiedy hematyt lub magnetyt.
Prawdopodobnie skała powstała w procesie metasomatozy podczas metamorfizmu regionalnego w czasie głębokiego pogrążenia w głąb skorupy ziemskiej pod wpływem roztworów i częściowego przemieszczenia w stanie stałym (reomorfozy).
Mineralizacja odbywała się wzdłuż spękań tektonicznych górotworu. Według petrografów polskich granitoid kudowski jest skałą powstałą w wyniku synkinematycznej krystaloblastezy.
Granity kudowskie od wieków były eksploatowane w licznych kamieniołomach, zarówno na terenie ziemia kłodzkiej jak i Czech.